# Campanha Sérvia
A Campanha da Sérvia ocorreu de julho de 1914 até novembro de 1915, envolvendo Sérvia, Montenegro, França e Reino Unido contra a Áustria-Hungria, Alemanha e Bulgária. Foi iniciada com a invasão austríaca na Sérvia, ocasionando a Primeira Guerra Mundial.

## Antecedentes
A Sérvia havia se tornado independente em 1882 e desejava há muito tempo anexar a Bósnia e Herzegovina e criar um Estado dos Eslovenos, Croatas e Sérvios ou Iugoslávia, quando a Áustria-Hungria anexou a região, os sérvios ficaram descontentes. Em 1914, para acalmar os ânimos, o príncipe-herdeiro Francisco Fernando visitou Sarajevo e foi lá que os membros da organização secreta sérvia Mão Negra assassinaram o príncipe e sua esposa Sofia. Logo os austríacos enviam o Ultimato de Julho ordenando que 10 pontos fossem aceites pelos sérvios, entretanto o 10º ponto que determinava a participação da polícia austríaca nas investigações, foi recusada. Diante disso, em 28 de julho de 1914, a Áustria-Hungria declara guerra à Sérvia.

## A Invasão
A jovem e pequena Sérvia então pede socorro ao seu grande aliado, o Império Russo, o Czar Nicolau II ordena a mobilização de suas tropas para a fronteira austríaca, o seu primo alemão Guilherme II tenta impedir uma provável invasão russa na região austro-húngara da Galícia através de telegramas, mas não adianta, então a Alemanha é arrastada para a guerra para proteger seu aliado austríaco, logo França e Inglaterra também entram na guerra para proteger sua aliada a Sérvia iniciando a Primeira Guerra Mundial. 
Logo após a declaração de guerra austríaca, a fortaleza austro-húngara de Zemun lança os primeiros tiros da Primeira Guerra Mundial sobre Belgrado, um soldado sérvio relatou que sua capital agora fazia jus ao nome dado pelos otomanos, "A Casa das Guerras". O Exército Austro-Húngaro invade o Norte da Sérvia atravessando o rio Drina. Belgrado é bombardeada por navios de guerra austro-húngaros. O chefe do Estado-maior sérvio, o Marechal Radomir Putnik, já estava com 67 anos de idade e internado num hospital em Budapeste, alguns oficiais austríacos quiseram prendê-lo, mas o chefe do Estado-maior austríaco, o General Franz Conrad von Hötzendorf, acreditando que o seu oponente era um idoso doente que não tinha condições para liderar o exército sérvio, permitiu que ele comandasse seus soldados no leito do hospital, isso seria um grande erro.

## Batalha de Cer
O General austríaco Oskar Potiorek decidido à dar de presente ao aniversário do Kaiser Francisco José I uma vitória esmagadora, atacou uma região montanhosa, entretanto os sérvios haviam se posicionado nas colinas liderados pelo General Stepa Stepanović, os austríacos tentavam desesperadamente tomar as bem defendidas posições sérvias no alto das colinas, foram 4 dias de intensos combates que resultou numa grande vitória sérvia e na morte de 23,000 austríacos.

## Nova invasão
Os sérvios ficaram tão eufóricos com a vitória que lançaram uma ofensiva contra os austríacos, mas Potiorek contra-atacou destruindo divisões sérvias, reiniciando a invasão, os sérvios recuaram para as montanhas. Desde o início da guerra, os sérvios estavam mal preparados, tinham apenas uma fábrica de munição, grande parte de suas armas eram fornecidas pelos Aliados e com os constantes ataques e bombardeios da artilharia pesada austríaca, os sérvios não conseguiam deter o avanço inimigo.

## Batalha de Kolubara

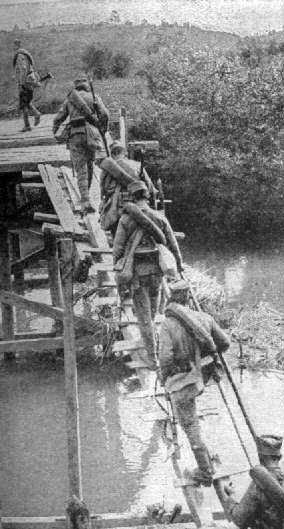
Soldados sérvios cruzando o rio Kolubara

Os austríacos, aproveitando o cansaço sérvio, lançou uma ofensiva, sem forças para combater, o Marechal Putnik ordenou uma retirada até ao rio Kolubara, foi então que os armamentos franceses e gregos chegaram bem a tempo, com munição de artilharia, os sérvios resistiram aos ataques inimigos, em dezembro, Potiorek desistiu de continuar a ofensiva e ordenou uma retirada geral. Belgrado foi retomada.

## Nova frente
Em 1915, a Reino da Bulgária ainda estava neutra, mas tinha interesses em terras sérvias que havia perdido na Segunda Guerra Balcânica, as Potências Centrais prometeram os territórios cobiçados, enquanto os Aliados não tinham muito à oferecer. A Bulgária então uniu-se à Tríplice Aliança, além do que, o Rei Fernando I era primo de Guilherme II e sobrinho de Francisco José I.
A "Prússia dos Bálcãs" lança seu poderoso exército contra os sérvios invadindo as regiões da Macedônia e do Kosovo, os sérvios já estavam enfraquecidos com a luta contra os austríacos e por isso não conseguiriam segurar os búlgaros.

## A Retirada

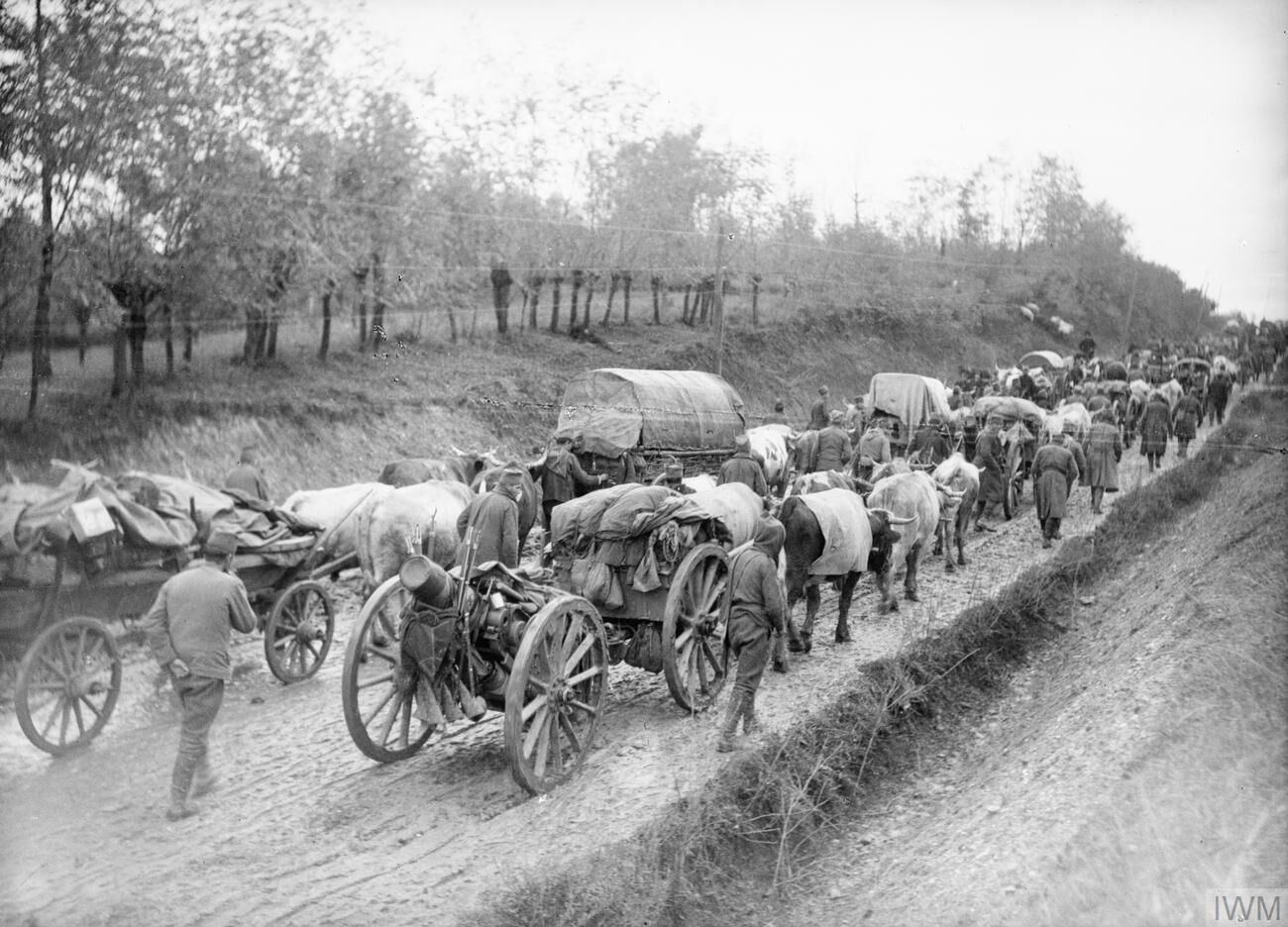
Tropas sérvias em retirada

Os búlgaros lançam a Ofensiva do Kosovo, os sérvios tentaram desesperadamente parar o avanço búlgaro, mas foi inútil, o Exército Sérvio estava destroçado, Putnik então deu a ordem de retirada total, os sérvios marcharam para a Albânia e Montenegro para fugir dos búlgaros. A Sérvia se rendeu em novembro de 1915.

## Restauração
A Sérvia foi desocupada após o fim da Primeira Guerra Mundial, e como recompensa ganhou controlo os territórios que tanto desejava: a Bósnia e Herzegovina, a Croácia e a Eslovênia. Também o Montenegro se iria unir ao novo estado que formaria a Iugoslávia.